# デボラ・カー
デボラ・カー（Deborah Kerr、本名：Deborah Jane Kerr-Trimmer、CBE 1921年9月30日 - 2007年10月16日）は、イギリスの女優。スコットランド出身。

## 来歴
スコットランドのグラスゴーで生まれ、ヘレンズバラで育つ。サドラーズ・ウェルズ・バレエ団のバレリーナだったが身長が高かったため女優に転身、ロンドンなどの舞台に立つ。
1940年にイギリス映画"Contraband"で映画デビュー。
1947年、マイケル・パウエル&エメリック・プレスバーガーの『黒水仙』で注目され、ハリウッドに招かれる。
1953年、『地上より永遠に』でバート・ランカスターと演じたキス・シーンが話題となった。
アカデミー主演女優賞には計6度ノミネートされたが受賞できず、「オスカーの偉大な敗者」と呼ばれた。
1994年、第66回アカデミー賞名誉賞を受賞した。
1985年にはNHKの『NHK特集 ルーブル美術館』にナビゲーターで出演した。
エレガントさで知られ、ニックネームは「英国の薔薇」 であった。代表作は『王様と私』など。
パーキンソン病を長年患い スイスで暮らしていたが、病状が悪化し、家族のいるイギリスのサフォークにて 2007年10月16日、86歳で死去した。

## 主な出演作品
| 公開年 | 邦題 原題                                        | 役名                                                         | 備考                                                                                       |
| ------ | ------------------------------------------------ | ------------------------------------------------------------ | ------------------------------------------------------------------------------------------ |
| 1943   | 老兵は死なず The Life and Death of Colonel Blimp | イーディス・ハンター／バーバラ・ウェイン／ジョニー・キャノン |                                                                                            |
| 1947   | 黒水仙 Black Narcissus                           | シスター・クローダー                                         |                                                                                            |
| 1947   | 自信売ります The Hucksters                       | ケイ・ドランス                                               |                                                                                            |
| 1949   | Edward, My Son                                   | イヴリン                                                     | アカデミー主演女優賞候補                                                                   |
| 1950   | キング・ソロモン King Solomon's Mines            | エリザベス・カーティス                                       |                                                                                            |
| 1951   | クォ・ヴァディス Quo Vadis                       | リジア                                                       |                                                                                            |
| 1952   | ゼンダ城の虜 The Prisoner of Zenda               | フラヴィア王女                                               |                                                                                            |
| 1952   | 東方の雷鳴 Thunder in the East                   | ジョーン                                                     |                                                                                            |
| 1953   | 悲恋の王女エリザベス Young Bess                  | キャサリン・パー                                             |                                                                                            |
| 1953   | ジュリアス・シーザー Julius Caesar               | ポーシャ                                                     |                                                                                            |
| 1953   | 地上より永遠に From Here to Eternity             | カレン・ホームズ                                             | アカデミー主演女優賞候補                                                                   |
| 1955   | 情事の終り The End of the Affair                 | サラ・マイルズ                                               |                                                                                            |
| 1956   | 誇りと冒瀆 The Proud and Profane                 | リー・アシュリー                                             |                                                                                            |
| 1956   | 王様と私 The King and I                          | アンナ                                                       | ゴールデングローブ賞 主演女優賞 (ミュージカル・コメディ部門)受賞・アカデミー主演女優賞候補 |
| 1956   | お茶と同情 Tea and Sympathy                      | ローラ・レイノルズ                                           |                                                                                            |
| 1957   | 白い砂 Heaven Knows, Mr. Allison                 | シスター・アンジェラ                                         | アカデミー主演女優賞候補                                                                   |
| 1957   | めぐり逢い An Affair to Remember                 | テリー・マッケイ                                             |                                                                                            |
| 1958   | 悲しみよこんにちは Bonjour tristesse             | アンヌ・ラーソン                                             |                                                                                            |
| 1958   | 旅路 Separate Tables                             | シビル                                                       | アカデミー主演女優賞候補                                                                   |
| 1959   | 旅 The Journey                                   | ディアナ・アシュモア                                         |                                                                                            |
| 1959   | 愛ふたたび Count Your Blessing                   | グレイス                                                     |                                                                                            |
| 1959   | 悲愁 Beloved Infidel                             | シェイラ・グラハム                                           |                                                                                            |
| 1960   | サンダウナーズ The Sundowners                    | アイダ                                                       | アカデミー主演女優賞候補                                                                   |
| 1960   | 芝生は緑 The Grass Is Greener                    | レディ・ヒラリー                                             |                                                                                            |
| 1961   | 六年目の疑惑 The Naked Edge                      | マーサ・ラドクリフ                                           |                                                                                            |
| 1961   | 回転 The Innocents                               | ミス・ギデンズ                                               |                                                                                            |
| 1964   | ドーヴァーの青い花 The Chalk Garden              | ミス・マドリガル                                             |                                                                                            |
| 1964   | イグアナの夜 The Night of the Iguana             | ハンナ                                                       |                                                                                            |
| 1965   | 結婚専科 Marriage on the Rocks                   | ヴァレリー・エドワーズ                                       |                                                                                            |
| 1967   | 007 カジノ・ロワイヤル Casino Royale             | ミミ                                                         |                                                                                            |
| 1968   | 天使のいたずら Prudence and the Pill             | プルーデンス・ハードキャッスル                               |                                                                                            |
| 1969   | さすらいの大空 The Gypsy Moths                   | エリザベス・ブランドン                                       |                                                                                            |
| 1969   | アレンジメント/愛の旋律 The Arrangement          | フローレンス・アンダーソン                                   |                                                                                            |
| 1982   | 検察側の証人 Witness for the Prosecution         | プリムソル看護婦                                             | テレビ映画                                                                                 |
| 1985   | NHK特集「ルーブル美術館」                        | 本人                                                         | ドキュメンタリー                                                                           |
| 1986   | 炎のエマ A Woman of Substance/Hold the Dream     | エマ・ハート                                                 | テレビ・ミニシリーズ                                                                       |

## 受賞歴

### アカデミー賞
受賞
1994年 アカデミー名誉賞
ノミネート
1950年 アカデミー主演女優賞:『Edward, My Son』
1954年 アカデミー主演女優賞:『地上より永遠に』
1957年 アカデミー主演女優賞:『王様と私』
1958年 アカデミー主演女優賞:『白い砂』
1959年 アカデミー主演女優賞:『旅路』
1961年 アカデミー主演女優賞:『サンダウナーズ』

### ゴールデングローブ賞
受賞
1957年 主演女優賞 (ミュージカル・コメディ部門):『王様と私』
1959年 ヘンリエッタ賞
ノミネート
1950年 女優賞:『Edward, My Son』
1958年 主演女優賞 (ドラマ部門):『白い砂』
1959年 主演女優賞 (ドラマ部門):『旅路』

### ニューヨーク映画批評家協会賞
受賞
1947年 主演女優賞:『黒水仙』、『I See a Dark Stranger』
1957年 主演女優賞:『白い砂』
1960年 主演女優賞:『サンダウナーズ』

## 参照
1. 1 2 3 4  “英女優デボラ・カーさん死去”. AFPBB News. (2007年10月19日) 2009年8月4日閲覧。 {{cite news}}: |accessdate=の日付が不正です。 (説明)⚠
2. ↑  “デボラ・カーさん死去…「王様と私」などハリウッドの名女優”. MSN産経ニュース. (2007年10月19日) 2009年8月4日閲覧。 {{cite news}}: |accessdate=の日付が不正です。 (説明)⚠[リンク切れ]
3. ↑  “「王様と私」英女優デボラ・カーさん死去”. 日刊スポーツ. (2007年10月19日) 2009年8月4日閲覧。 {{cite news}}: |accessdate=の日付が不正です。 (説明)⚠
4. ↑  “NHK特集「ルーブル美術館」(１) <新シリーズ> ―神なる王・ファラオの時代― 〜古代エジプト〜”. NHKオンライン (1985年4月28日). 2019年4月17日時点のオリジナルよりアーカイブ。2019年4月17日閲覧。
5. ↑  “英女優のデボラ・カーさん死去”. asahi.com (2007年10月19日). 2016年3月4日時点のオリジナルよりアーカイブ。2009年8月4日閲覧。